# Gimnàstica als Jocs Olímpics d'Estiu de 1920 - concurs per equips, sistema suec
El concurs per equips, sistema suec va ser una de les quatre proves de gimnàstica artística que es van disputar als Jocs Olímpics d'Anvers de 1920. La prova tingué lloc el 26 d'agost de 1920 i hi van prendre part 73 gimnastes de 3 nacions diferents. La competició es va celebrar a l'Estadi Olímpic d'Anvers.

## Medallistes
| Or     | Plata     | Bronze  |
| Suècia | Dinamarca | Bèlgica |

## Classificació final
| Pos.   | Nació     | Gimnasta | Total     |
| ------ | --------- | --- | --------- |
| Or     | Suècia    | Fausto Acke, Albert Andersson, Arvid Andersson, Helge Bäckander, Bengt Bengtsson, Fabian Biörck, Erik Charpentier, Sture Ericsson, Konrad Granström, Helge Gustafsson, Åke Häger, Ture Hedman, Sven Johnson, Sven-Olof Jonsson, Karl Lindahl, Edmund Lindmark, Bengt Morberg, Frans Persson, Klas Särner, Curt Sjöberg, Gunnar Söderlindh, John Sörenson, Alf Svensén, Gösta Törner                                                           | 1.363,833 |
| Plata  | Dinamarca | Johannes Birk, Frede Hansen, Kristian Hansen, Frederik Hansen, Hans Jakobsen, Aage Jørgensen, Alfred Jørgensen, Alfred Ollerup, Arne Jørgensen, Knud Kirkeløkke, Jens Lambæk, Kristian Larsen, Kristian Madsen, Niels Erik Nielsen, Niels Kristian Nielsen, Dynes Pedersen, Hans Pedersen, Johannes Pedersen, Peder Dorf Pedersen, Rasmus Rasmussen, Hans Christian Sørensen, Hans Laurids Sørensen, Søren Sørensen, Georg Vest, Aage Walther | 1.324,833 |
| Bronze | Bèlgica   | Paul Arets, Léon Bronckaert, Léopold Clabots, Jean-Baptiste Claessens, Léon Darrien, Lucien Dehoux, Ernest Deleu, Émile Duboisson, Ernest Dureuil, Joseph Fiems, Marcel Hansen, Louis Henin, Omer Hoffman, Félix Logiest, Charles Maerschalck, René Paenhuijsen, Arnold Pierret, René Pinchart, Gaspard Pirotte, Augustien Pluys, Léopold Son, Édouard Taeymans, Pierre Thiriar, Henri Verhavert                                              | 1.094,000 |